# 蜂窝蛋属

蜂窝蛋属（亦作
）是恐龍蛋的一個屬，屬於蜂窝蛋科（Faveoloolithidae），由赵资奎、丁尚仁於1976年建立，模式種為宁夏蜂窝蛋。

## 分類
- 宁夏蜂窝蛋（Faveoloolithus ningxiaensis）
- 张氏蜂窝蛋（Faveoloolithus zhangi）